# Блоджетт-Міллс (Нью-Йорк)
Блоджетт-Міллс (англ. Blodgett Mills) — переписна місцевість (CDP) в США, в окрузі Кортленд штату Нью-Йорк. Населення — 274 особи (2020).

## Географія
Блоджетт-Міллс розташований за координатами 42°33′59″ пн. ш. 76°7′58″ зх. д. / 42.56639° пн. ш. 76.13278° зх. д. (42.566516, -76.132873).  За даними Бюро перепису населення США в 2010 році переписна місцевість мала площу 5,63 км², уся площа — суходіл.

## Демографія
Згідно з переписом 2010 року, у переписній місцевості мешкали 303 особи в 113 домогосподарствах у складі 78 родин. Густота населення становила 54 особи/км².  Було 120 помешкань (21/км²).
Расовий склад населення:
| - 99,0 % — білих - 0,7 % — корінних американців |

До двох чи більше рас належало 0,3 %. Частка іспаномовних становила 0,7 % від усіх жителів.
За віковим діапазоном населення розподілялося таким чином: 24,8 % — особи молодші 18 років, 63,0 % — особи у віці 18—64 років, 12,2 % — особи у віці 65 років та старші. Медіана віку мешканця становила 40,4 року. На 100 осіб жіночої статі у переписній місцевості припадало 104,7 чоловіків;  на 100 жінок у віці від 18 років та старших — 107,3 чоловіків також старших 18 років.
Середній дохід на одне домашнє господарство  становив 55 899 доларів США (медіана — 51 771), а середній дохід на одну сім'ю — 65 723 долари (медіана — 65 875). 
Цивільне працевлаштоване населення становило 162 особи. Основні галузі зайнятості: публічна адміністрація — 32,1 %, мистецтво, розваги та відпочинок — 21,0 %, роздрібна торгівля — 14,8 %, транспорт — 9,3 %.